# Siemens Vectron
Siemens Vectron, es una locomotora diésel y eléctrica, fabricada por Siemens Mobility. Diseñada para el transporte de mercancías y pasajeros, representa el reemplazo de la exitosas series EuroSprinter y Eurorunner. La velocidad máxima homologada es de 160 km/h, pero capaz de alcanzar los 200 km/h. El proyecto ganó el premio a la innovación de la revista Privatbahn en 2011, y entró en servicio en 2012.
El modelo, operado por 49 compañías y con 1003 unidades vendidas (en 2020), está homologado en la mayoría de regiones europeas. Actualmente, se fabrican en distintas variantes: MS, AC y DC.

## Historia
En junio de 2010, Siemens Mobility lanzó la familia Vectron (solo en versión eléctrica) en el centro de pruebas de Wegberg-Wildenrath (Alemania), ese mismo año recibe el primer pedido de Railpool por 6 unidades. Le siguen encargos de Polonia y Finlandia de 23 y 80 locomotoras, respectivamente.
En 2014, CFI realizó la compra de 2 unidades, mientras que European Locomotive Leasing adquirió 50 unidades. Continuaron los pedidos por parte de BLS Cargo y ČD Cargo, entre muchos otros. 
ÖBB anunció en 2017 la compra de 108 locomotoras, y en 2018 DB Cargo firmó la construcción de 60 Siemens Vectron. 
Durante la feria "InnoTrans" de 2018, se presentó una variante dual de la locomotora. Todavía se reciben pedidos de esta serie.

## Operadores
El mayor operador de la locomotora es ÖBB. Otros operadores este modelo son SBB Cargo International, VR-Yhtymä, la eslovena ZSSK, MRCE y Hector Rail.